# Pihlstugan, Södra Ängby

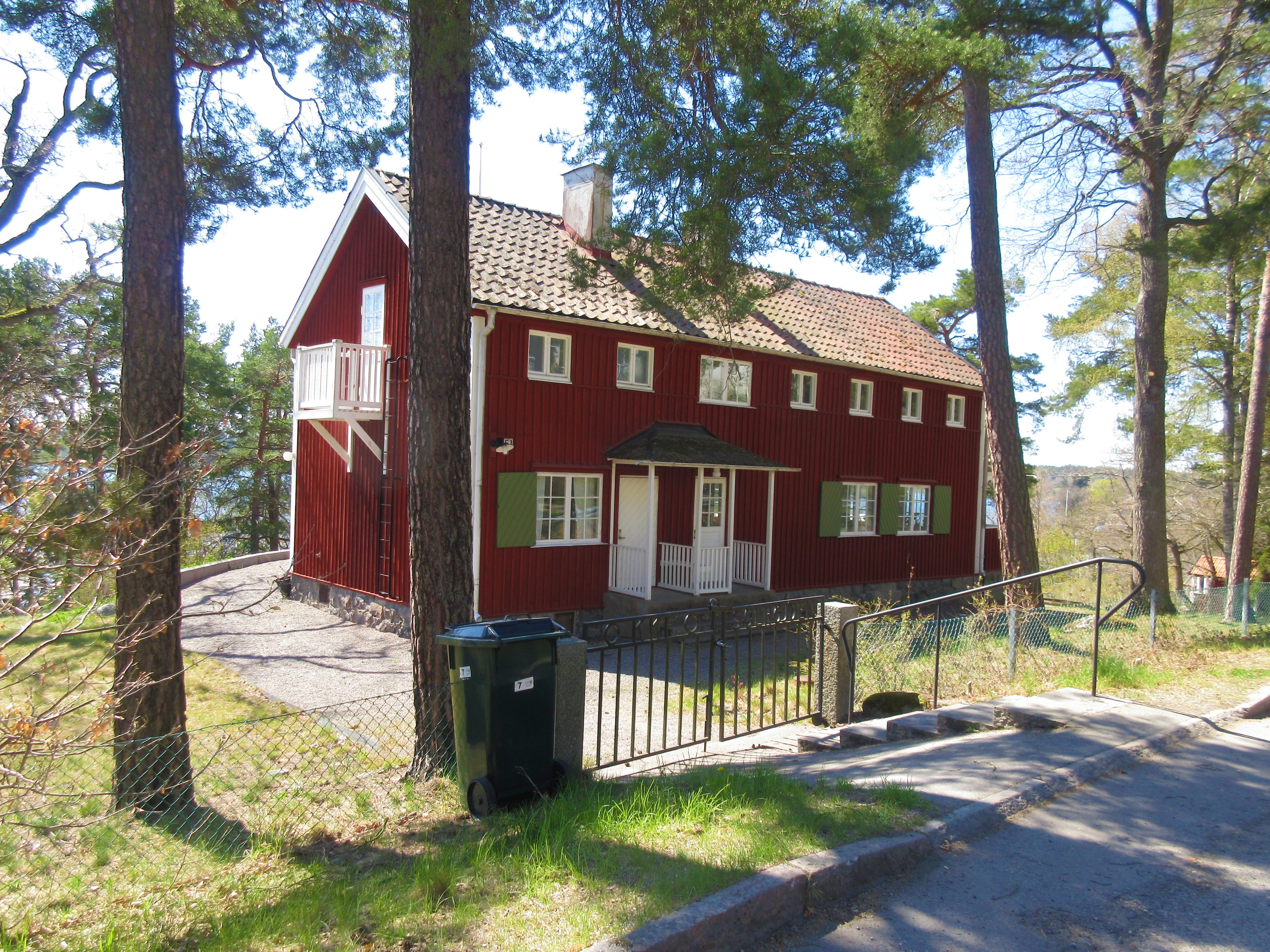
Villa Solhöjden på Ängbyhöjden 51 i Södra Ängby. Sedan 1917 ligger Kvinnliga Kontoristföreningens (KKF):s sommarhem på platsen där tidigare Pihlstugan låg.

Pihlstugan (eller Pilstugan) var ett torp som låg i stadsdelen Södra Ängby i Bromma, Stockholms kommun, alldeles norr om nuvarande Blackebergsvägen mellan Färjestadstorpet och torpet Tyska Botten.
Torpet ligger inte långt från stranden på 1745 års karta. På 1817 års karta skär en väg över torpplatsen. På 1829 års Brommakarta är torpet beläget i en tallbacke ovanför Mälarstranden. Torpet hörde under Stora Ängby slott.
Pihlstugan var troligen en backstuga utan åker och äng, möjligen med någon liten täppa. Fil.dr. Nils Ringstedt skriver: "Jag har letat efter, men inte funnit, några spår efter stugan i tallbacken. Sommarhemmet "Solhöjden" upptar kanske helt den forna torpplatsen. Det finns dock en terrass strax väster om huset. Terrassen kan emellertid vara anlagd i modern tid." 
Idag ligger Ängbyhöjden ovanför det tidigare torpet och på platsen för torpet finns ett hus, Kvinnliga Kontoristföreningens (KKF) sommarhem Solhöjden. Sommarstället Solhöjden är vackert beläget med utsikt över Mälaren. Kvinnliga Kontoristföreningen bildades 1903 och är en ideell förening, som är till för kvinnor i Stockholm som arbetar på kontor. Kontoristföreningen har ägt stugan sedan 1917 och huset Solhöjden, som föreningen disponerar, ligger på Ängbyhöjden 51. Då huset byggdes 1917 var Ängby lantligt och omgivningarna bestod mest av skog. År 2007 hade föreningen 375 medlemmar. För övrigt är tallbacken relativt bevarad.
Huset används för många av föreningens aktiviteter, men det hyrs också ut till KKFs medlemmar för fester. Huset är välutrustat för större sammankomster. På övre våningen finns sju små sovrum med totalt elva bäddar för övernattning. Huset är öppet 1 april –  1 november. Under högsommaren står Solhöjden till förfogande för besökande medlemmar. Stiftelsen Syster Mary äger Solhöjden som förvaltas av KKF.

## Villa Solhöjden, Ängbyhöjden 51, Södra Ängby
Kvinnliga Kontoristföreningens (KKF) sommarhem på platsen för torpet Pihlstugan, grinden har texten "KKF" och "Solhöjden"

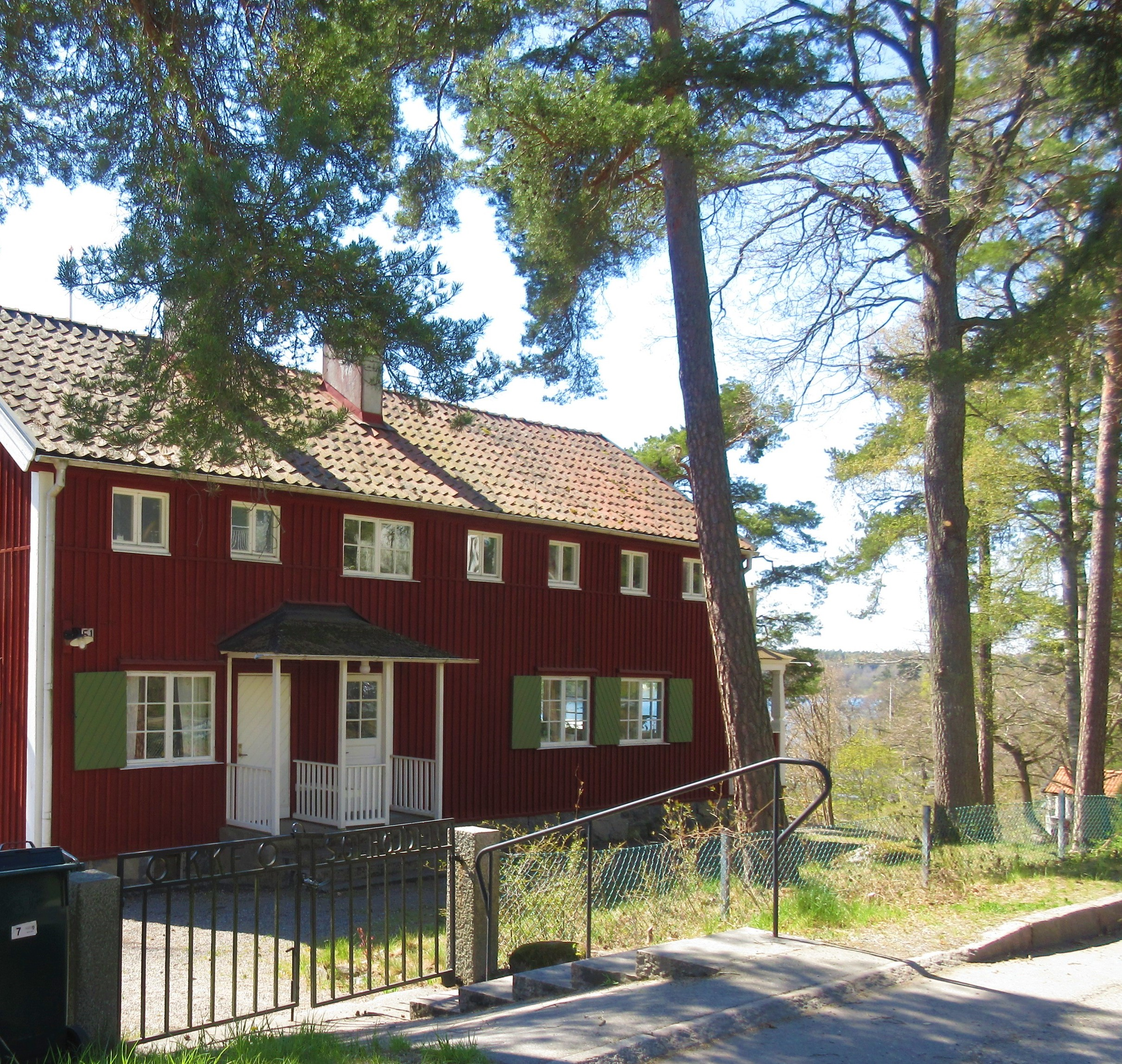
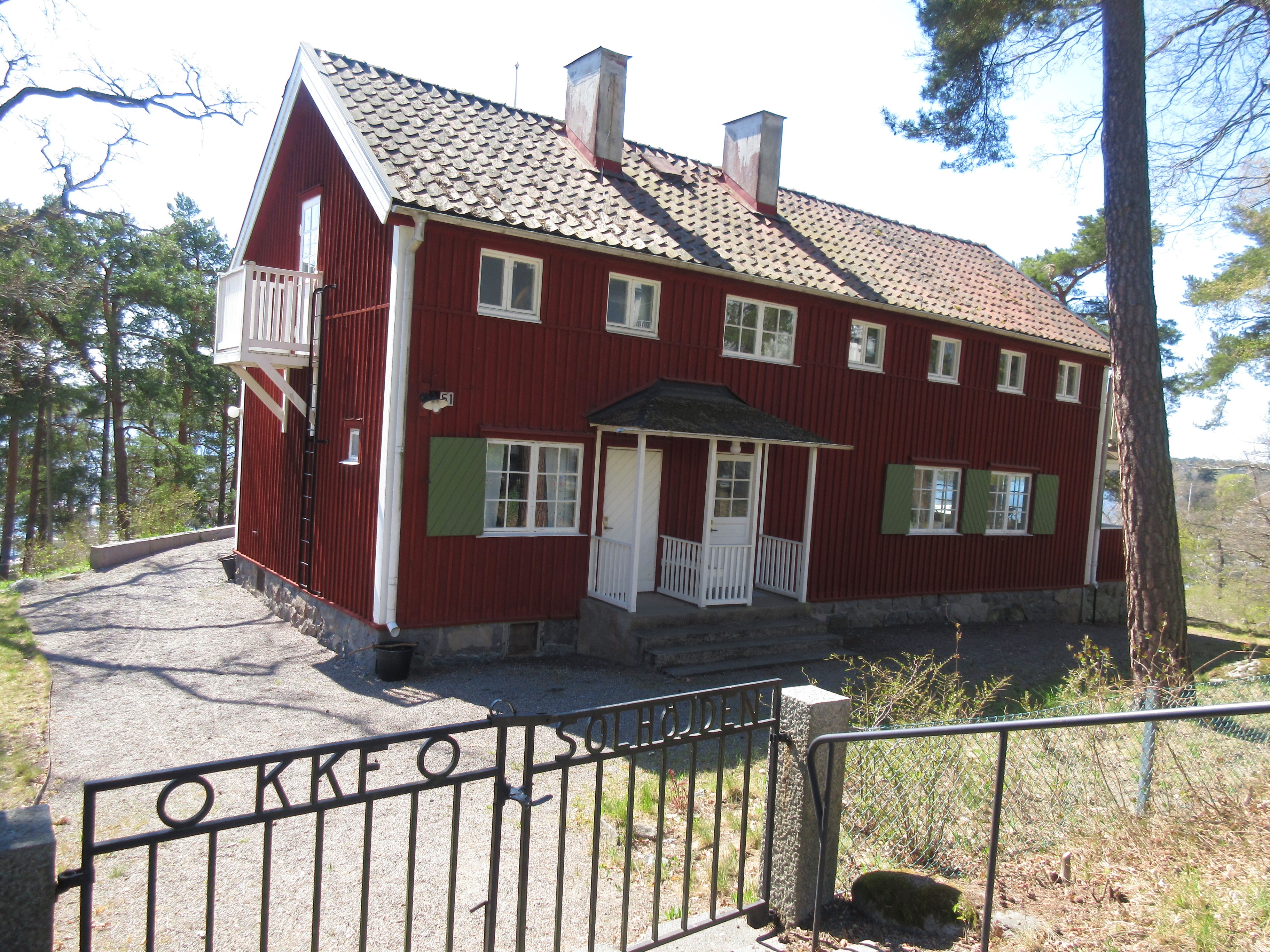
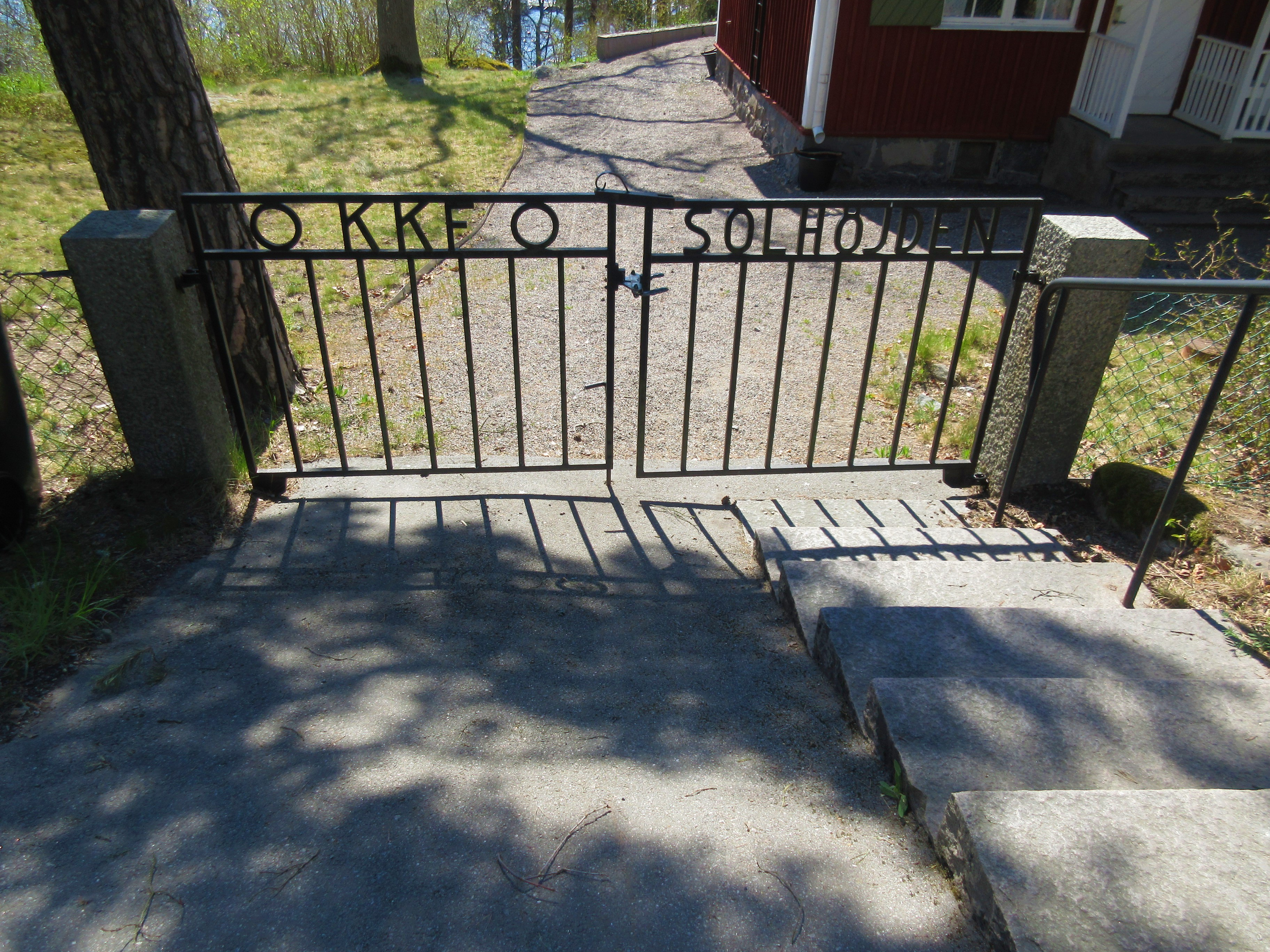
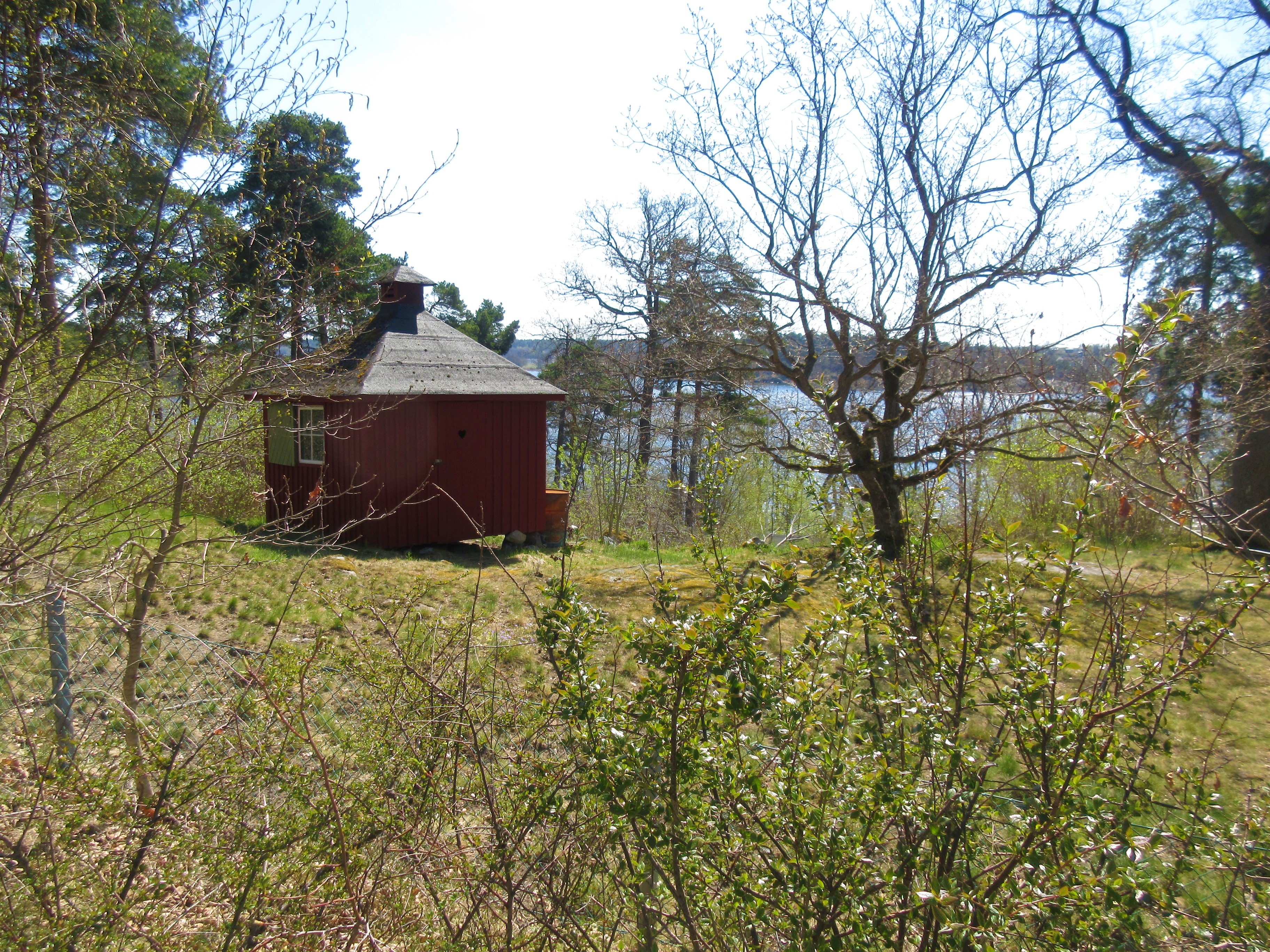

## Historik

### Boende
Pihlstugan omnämns bland annat i husförhörslängder 1779-1810, 1843 och i 1817 års jordebok samt finns på kartor från 1745, 1829 och 1846. I husförhörsprotokoll omnämns Matths Ersson 1783. Torpardrängen Abrahamsson med familj omnämns bland annat i husförhörsprotokoll för 1810. I stugan bor bland annat stattorparen Erik Ekström år 1843.

### Bouppteckningar
Invånarna i Pihlstugans backstuga visar tydligt att de var mer välsituerade än de i Färjestadstorpet. Det visar en jämförelse mellan Pihlstugans och Färjestadstorpets bouppteckningar. Det var bara nio år mellan dessa båda bouppteckningar, och man kunde möjligen ha väntat sig att backstugufolket hade ett enklare bohag. Bouppteckningen för torpet Pilstugan förrättades den 10 februari 1820 och bouppteckningen för Jord-torparen i Färjestaden förrättades den 23 maj 1829. Bouppteckningarna kunde uppge följande föremål: guld och silver, koppar och tenn, järn- och blecksaker, husgerådssaker, kläder, linne-, gång- och sängkläder, kör- och åkerredskap, kreatur samt diverse. Vanliga torpare ansågs ha en bättre status än "stattorpare", som å sin sida tyckte sig förmer än vanliga statare och backstugusittare.

### Sockenstämmoprotokoll 1707
I sockenstämmoprotokoll från 4 augusti 1707 finns ett intressant omnämnande av invånare i Pilstugan. "Soknens fattige eller de som fattigpenningar utur kyrkio fattig bössan åtniuta skola nemde Soknemännerne samtl. den 13 Decemb. 1708 ware H:o Eva j Karswijk som är krympling Sal. Klåckarens Lars Olfsons Änkia. Den gamla gumman utij Bustorpet inhyses, en gumma j Norrby, g:l h:o Margareta j Kohagen, Jahan Matsons änkia utj Pilstugan med 3ne små barn".